# Закон Брэдфорда
Брэдфорда закон — закономерность, впервые описанная математиком и библиотекарем Самуэлом Брэдфордом в 1934 году, которая оценивает зависимость результатов нахождения новых ссылок по определённой теме в научных журналах в зависимости от числа просмотров.

## Сущность закона Брэдфорда
Закон Брэдфорда можно сформулировать по-разному, например, в следующем виде. Если журналы по определённой теме разделить по количеству статей на три приблизительно равные группы, так, чтобы в каждой из этих групп было около трети всех статей, то количество журналов в каждой группе будет изменяться кратно в соотношении 1:n: n²., где n — некоторое число, множитель Бредфорда.
Например, пусть исследователь работает в некоторой научной отрасли. Допустим, что первые 12 ссылок на статьи по интересующему исследователя вопросу, он набрал просмотрев 5 научных журналов. (Неважно, были ли это номера разных журналов или 5 разных номеров одного журнала) При дальнейшем расширении круга поиска для нахождения следующих 12 ссылок придется просмотреть дополнительно уже 10 журналов. В данном случае множитель Бредфорда n = 10:5 = 2. Значит, для получения ссылок ещё на 12 статей надо будет просмотреть уже 20 журналов. Таким образом, исследователь довольно быстро поймет, что главные публикации по интересующей его теме найдены и нет смысла продолжать поиск с той же интенсивностью.
Та же закономерность наблюдается при поиске в Интернете. Обычно вся главная информация содержится в нескольких первых результатах поиска на первой странице. Переход на следующие страницы принесет мало новой информации. Поэтому, если необходимая информация не найдена, лучше изменить форму запроса.
Подобного рода статистическое распределение называется распределением Парето. Оно достаточно хорошо описывает закономерности взаимодействия между людьми в социальных системах: наибольшая информация получается от небольшого количества собеседников (информаторов). Частным случаем распределения Парето является Закон Ципфа, описывающий убывание частотности встречаемости слова в каком-либо большом (порядка нескольких миллионов слов) корпусе текстов. Распределение Ципфа отражает тот факт, что для более или менее сносного овладения любым естественным языком надо выучить не так уж много слов, порядка нескольких тысяч.
Закон Бредфорда полезен для библиотекарей и научных работников. Он позволяет для любой отрасли знаний определить небольшое количество основных публикаций, несущих главную информацию в данной отрасли. Выходить за пределы основных публикаций исследователям необходимо очень редко. Написание же монографий по тому или иному научному вопросу вообще может свести количество основных публикаций к 1.
Однако, закона Бредфорда оказался применимым и в более широкой области. В 1945 году выдающийся американский ученый и руководитель науки Вэневар Буш в своей знаменитой статье Как мы можем думать, сформулировал важные законы информационного взаимодействия в обществе. В 1960-х годах Юджин Гарфилд из Института научной информации в Филадельфии, вдохновленный статьей В. Буша разработал индекс научного цитирования, который позволяет легко определить вклад конкретного ученого в ту или другую отрасль знаний, те или другие науки, оказывающие большее влияние на общий научный прогресс, а также наиболее влиятельные научные журналы. В результате оказалось, что практически все существенные результаты в области точных науках (по крайней мере, в англоязычном мире) можно найти на страницах всего двух журналов, Nature и Science.
Как результат, ученые стали стремиться к публикациям своих достижений в журналах с высоким рейтингом цитируемости, а университеты стали выписывать научные журналы из некоторого небольшого базового набора. Базовый набор может в большей или меньшей степени изменяться от исследователя к исследователю и от одной научной школы к другой. С другой стороны, ограничение базового набора только несколькими журналами может привести к вредному в науке «единомыслию».
Тот же принцип положен в основу технологии PageRank, по которой важность сайта в Интернете определяется количеством и важностью страниц, ссылающихся на этот сайт. На основе этой технологии работают современные поисковые системы, например, Google и Яндекс.

## Объяснение закона
Интерпретация закона Брэдфорда в терминах геометрической прогрессии была предложена В. А. Яцко, который показал, что распределение Брэдфорда универсально и может быть применимым к различным объектам, а не только для вычисления распределения статей или ссылок в научных журналах. Интерпретация В. Яцко позволяет эффективно вычислять пороговые значения, благодаря чему можно по некоторому критерию строго определять подмножества в множестве объектов. Например, разделить учащихся в классе на успешных и не успешных.

## Похожие законы и распределения
- Закон Бенфорда, устанавливающий различную вероятность появления определённой первой значащей цифры в распределениях величин, взятых из реальной жизни.
- Закон Ципфа, описывающий убывание частотности встречаемости слова в каком-либо большом корпусе текстов.
- Закон Ципфа-Мандельброта, являющийся обобщением закона Ципфа.
- Закон Лотки, названный в честь Альфреда Дж. Лотки, является частным случаем закона Ципфа, применяемым в библиометрии. Закон Лотки описывает распределение продуктивности ученых: число авторов, опубликовавших в течение определённого периода n статей, обратно пропорционально квадрату n.
- Степенное распределение с длинным хвостом